# Estación de Aeri de Montserrat
La estación de Aeri de Montserrat anteriormente llamada Montserrat-Aeri, es una estación de la línea R5 de la línea Llobregat-Anoia de GC situada al lado de la estación inferior del Teleférico de Montserrat conocido popularmente como el Aeri de Montserrat en el término municipal de Monistrol de Montserrat. Esta estación se inauguró en 1930, para enlazar con el teleférico. 
| << cabecera                    | < estación          | línea | estación >              | cabecera >>      |
| ------------------------------ | ------------------- | ----- | ----------------------- | ---------------- |
| Línea Llobregat-Anoia de FGC   |                     |       |                         |                  |
| Barcelona-Plaza España         | Olesa de Montserrat |       | Monistrol de Montserrat | Manresa Baixador |
| Teleférico Aéreo de Montserrat |                     |       |                         |                  |
| terminal                       | terminal            |       | Montserrat              | Montserrat       |